# パリ 東京
パリ 東京（ぱり・とうきょう、Paris Tokyo）は、1983年にフランスのタゴ・マゴ・レコード (Tago Mago Records) が発表したコンピレーション・アルバム。
パスカル・ビュッシー (Pascal Bussy) のプロデュースにより『コスモポリタン・シリーズ (Serie Cosmopolite) 』の第1作としてリリースされた、日仏2か国・11アーティストによるコンピレーション・アルバムである。

## 収録アーティスト・収録曲
A面 "Face Tokyo"
- Merzbow 「阿波踊り」「般若波羅蜜多」
- 遺産相続人 「戦場の村」
- After Dinner 「加速度のエチュード」
- 須山公美子 「Dance」
- MLD 「ダイナモ」

B面 "Face Paris" 
- Richard Pinhas  'Joe Chip meets K.B. part 2'
- Jacques Doyen et Jacques Berrocal  'Sacre!'
- Video-Aventures  'Le retour de l'homme au grand chapeau' 他2曲
- Fondation  'Contact'
- Deficit Des Annees Anterieures  'La roue de bicyclette'
- Satellite  'Surprise'